# Esquerra Unida del País Valencià
Esquerra Unida del País Valencià (EUPV) (en castellano: Izquierda Unida del País Valenciano) es la federación valenciana de la organización política española Izquierda Unida. Forma parte de Unidas Podemos desde 2019.
El objetivo de Esquerra Unida del País Valencià es la transformación de las pautas económicas, sociales, culturales y políticas que rigen el vigente sistema capitalista en un sistema socialista democrático, donde sea posible la plena realización de la libertad, de la igualdad y de los Derechos Fundamentales individuales, políticos, sociales, nacionales y culturales, así como el equilibrio con el medio ambiente, la consecución real de la igualdad entre mujeres y hombres, y la construcción de un País Valenciano federado con el resto de España.
En la actualidad cuenta con 3.264 militantes.

## Historia

### Fundación y primeros años

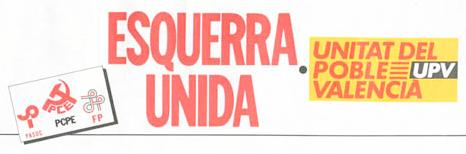
Logo de la coalición EUPV-UPV de 1987.

En 1986 se fundó Izquierda Unida (IU), producto de una plataforma que exigía la salida de España de la OTAN. En la Comunidad Valenciana, su federación integraría al Partit Comunista del País Valencià (PCPV), las ramas valencianas del PASOC, IR e independientes, y su coordinador general fue Albert Taberner.

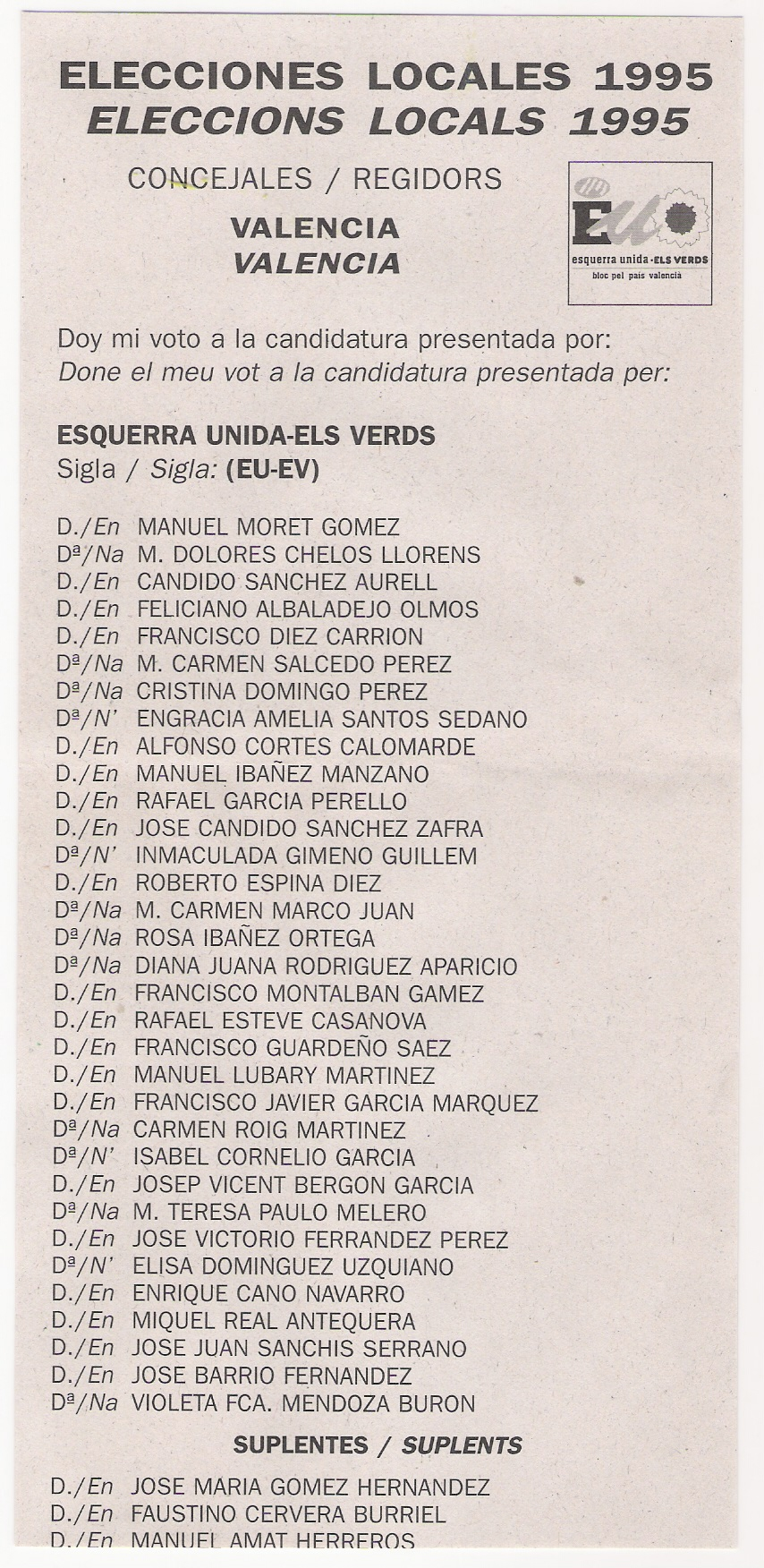
Papeleta electoral municipal de Valencia, 1995.

En las elecciones autonómicas de 1987 la federación valenciana de IU se alió con Unitat del Poble Valencià (UPV), que tras las elecciones pasó al grupo mixto. Desde 1990 se constituyó una corriente interna de ecologista y valencianista denominada Esquerra i País, que sería la segunda corriente en importancia tras el PCPV.
En enero de 1992, el representante de la antigua Esquerra Unida del País Valencià (EUPV), formación nacida en 1978 y vinculada a Unitat del Poble Valencià (UPV) en sus inicios, cedió a IU la titularidad de las siglas, permitiendo así el registro del nombre ante el Ministerio del Interior por parte de la nueva federación.
En 1997, el coordinador general de EUPV, Albert Taberner, militante también del Partido Democrático de la Nueva Izquierda, abandonó EUPV. Fue sustituido por Joan Ribó quien sería coordinador hasta 2003.

### Enfrentamientos internos
Con la nueva denominación, en las elecciones autonómicas de 2003 y en las generales de 2004, EUPV se presentó en diversas coaliciones con Los Verdes, L'Entesa, etc.
En la VIII Asamblea de EUPV, celebrada el 6 de diciembre de 2003, surgen disputas ante la presentación de dos candidaturas a coordinador general; una defendida por el PCPV, y otra, encabezada por Pascual Mollá, por la corriente Esquerra i País (EiP). Finalmente resultó elegida con el apoyo de sectores independientes y del PCPV Glòria Marcos, que buscaba crear una dirección de consenso con todos los sectores del partido, incluyendo Espai Alternatiu. De este consenso no participan los miembros de EiP y parte del PCPV que, liderada por Joan Ribó y Alfred Botella (entonces secretario general del PCPV), crea la corriente Project Obert (PO), intentado crear un espacio de mediación entre EiP y la dirección de Glòria Marcos, pero desde una posición de oposición a ésta.
De cara a las elecciones generales de 2004 se presenta, con el apoyo de EiP y PO a Isaura Navarro dentro de Esquerra Unida - L'Entesa, coalición de EUPV junto a Izquierda Republicana, Esquerra Valenciana y Els Verds; finalmente ésta resulta elegida diputada en el Congreso. Asimismo, en 2005 es elegida secretaria general del PCPV Marga Sanz, que sustituye a Alfred Botella, siendo ésta más afín a Glòria Marcos.

### Crisis de 2007-2008
De cara a las elecciones a las Cortes Valencianas y municipales de 2007 se decide, con el impulso de EiP y PO, presentar candidaturas conjuntas junto al Bloc Nacionalista Valencià (heredero de la antigua Unitat del Poble Valencià), Els Verds del País Valencià, Els Verds - Esquerra Ecologista del País Valencià e Izquierda Republicana dentro de la coalición Compromís pel País Valencià. Finalmente se obtienen 7 diputados en las Cortes Valencianas, 5 por EUPV y 2 por el Bloc, que nunca había obtenido representación en las Cortes Valencianas; de los 5 de EUPV, 1 es la propia Glòria Marcos (elegida portavoz del grupo parlamentario), 2 pertenecientes al PCPV y los otros 2 a EiP.
Sin embargo, un mes después de los comicios, se abrió una profunda crisis con motivo de la elección de representantes al Consejo de Administración de RTVV. Mientras desde EUPV se proponía a Amadeu Sanchis, a tenor de los pactos previos por los cuales este cargo correspondía a EUPV, el Bloc y las dos diputadas de Esquerra i País se decantaba por el sociólogo Rafael Xambó. Por esta razón, los dos diputados del Bloc y las diputadas de EUPV pertenecientes a EiP, Mónica Oltra y Mireia Mollà, destituyeron a Glòria Marcos como síndica (portavoz), y designaron a Oltra. Mónica Oltra afirmó que la razón para relevar a Glòria Marcos era que tomaba las decisiones sin contar con el grupo parlamentario.
Esquerra Unida del País Valencià se sumergió en una profunda crisis, tras quedarse sin los ingresos por el grupo parlamentario, y acusó entonces a Oltra y Mollà de traición y transfuguismo, por lo que el 15 de septiembre, el Consell Nacional de la formación decidió expulsarlas. Al mismo tiempo, acusaba al Bloc de deslealtad manifiesta y de colaborador necesario para intentar provocar la inestabilidad de EUPV.
Poco después, el 20 de octubre de 2007 la corriente Esquerra i País se constituía en partido político dentro de EUPV, Iniciativa del Poble Valencià (IdPV), teniendo el apoyo de Iniciativa per Catalunya-Verds y con el fin de influir en las primarias para la elección de candidato a la Presidencia del Gobierno de IU, celebradas en octubre de 2007. Entonces, los miembros de IdPV y la corriente Projecte Obert apoyaron a Gaspar Llamazares, que resultó vencedor, mientras el sector mayoritario de Esquerra Unida apoyó a la secretaria general del PCPV, Marga Sanz.
La crisis interna de EUPV llegó a su culmen en la Asamblea de EUPV del 17 de noviembre de 2007, con las elecciones para las candidaturas para las elecciones generales de 2008. En ellas se eligió como cabeza de lista por Valencia a Antonio Montalbán con el apoyo del sector oficial en torno a Glória Marcos, del PCPV, de los independientes y de Espai Alternatiu, sin que se presentaran más candidatos. Sin embargo, desde EiP (ahora constituida en IdPV) se acusó a la Asamblea de haber sido fraudulenta; en el censo para participar en la elección de delegados a dicha Asamblea se excluyó, de acuerdo con los estatutos de EUPV, a un millar de afiliados que según la dirección de EUPV no estaban al corriente de sus cuotas u otras obligaciones económicas, entre los que había miembros de Iniciativa que habían dejado de pagar como medida de protesta. Ello dio lugar a varias impugnaciones de la Asamblea, que fueron desestimadas por unanimidad por el órgano de control interno, la Sindicatura de Greuges d'EUPV.

#### Tensiones con IU federal
Entonces, la dirección federal de Izquierda Unida de Llamazares, decretó que la elección a cabeza de lista se debía repetir mediante primarias dentro de EUPV por voto postal, eligiendo entre Antonio Montalbán e Isaura Navarro, candidata del IdPV y apoyada por Projecte Obert. Salió ganadora Isaura Navarro, pero EUPV boicoteó el proceso, al entender que la decisión no había sido tomada por el órgano legitimado y que en cualquier caso no había habido quorum (solo 30 de los 87 miembros estaban presentes). Así, en el referéndum organizado el 11 de enero de 2008 por el Consell Nacional de EUPV de ratificación de candidaturas ganó Montalbán. A su vez, en las primarias convocadas por la dirección federal los tres candidatos alternativos a las cabeceras de lista (se votaba por provincias) obtuvieron en total 1.057 votos, en torno al 90% de los participantes en las primarias (de los cuales Isaura Navarro, en la provincia de Valencia, obtuvo 705 votos) de los 1.165 votos emitidos, un 33,24% de las 3.504 personas incluidas en el censo de la consulta realizada por la dirección federal).
Finalmente, en enero de 2008 y después de que ante la demanda judicial de EUPV para suspender las Primarias, ambas partes acordaran en el Juzgado tomar en consideración de forma preferente las candidaturas elegidas por la Asamblea de EUPV de noviembre, y el 20 de enero de 2008 el Consejo Político Federal de IU ratificó tanto dichas candidaturas como la coalición con IR. Por ello, el 22 de enero de 2008, IdPV anunció su salida de EUPV y su presentación a las elecciones de 2008 junto al Bloc Nacionalista Valencià y Els Verds-Esquerra Ecologista del País Valencià dentro de la coalición Bloc-Iniciativa-Verds, con Isaura Navarro como candidata. El 27 de enero de 2008, la corriente minoritaria Projecte Obert, encabezada por el excoordinador de EUPV y exsecretario del PCPV Joan Ribó, también anunció su abandono de EUPV y su apoyo a Isaura Navarro, ingresando algunos de sus miembros en IdPV.
Mientras, EUPV se presentó junto con Izquierda Republicana (IR) dentro de Esquerra Unida i Republicana con Antonio Montalbán (Valencia), Miguel Ángel Pavón (Alicante) y Concha Amorós (Castellón) como cabezas de lista. Su objetivo era revalidar el escaño obtenido por Esquerra Unida - L'Entesa en las elecciones de 2004.
Durante la campaña electoral, ninguna encuesta consideró la posibilidad de mantener el escaño. Los resultados electorales avalaron las encuestas, sufriendo Esquerra Unida i Republicana un severo retroceso con respecto a los resultados de las anteriores elecciones, a pesar de que dichos resultados fueron mucho mejores que los de Bloc-Iniciativa-Verds. Así, los resultados en la Comunidad Valenciana fueron los siguientes: EUiR obtuvo 74.015 votos (2,71%) y Bloc-Iniciativa-Verds 29.679 votos (1,09%), sin que ninguna de los dos listas obtuviera ningún escaño. Ni siquiera la suma de los votos de ambas candidaturas hubiese permitido la revalidación del escaño al que optaba Antonio Montalbán de EUPV.
A finales de abril de 2008, Joan Ribó y Alfred Botella, exsecretario general del Partit Comunista del País Valencià (PCPV) entre 1997 y 2004 y miembro también de Projecte Obert, fueron expulsados de Esquerra Unida por haber apoyado públicamente durante la crisis a las diputadas de EiP Oltra y Mollà, que finalmente pactaron con el Bloc, y la candidatura del Bloc-IpV-EE a las Elecciones Generales.
En noviembre de 2008 se tramitó en cortes la expulsión de Glòria Marcos del grupo parlamentario de Compromís por "sus declaraciones y actuaciones contrarias a los intereses del grupo y vejatorias contra sus integrantes". Paralelamente, los otros dos diputados de EUPV pidieron que se les incluyera también a ellos en el grupo de no-adscritos, por lo que los tres únicos diputados de EUPV en las Cortes Valencianas quedaron fuera de ningún grupo parlamentario y como no-adscritos.

### Nueva corriente interna
Tras la salida de EUPV de la mayor parte de los miembros de Esquerra i País (integrados en Iniciativa del Poble Valencià), y de parte de los miembros de la corriente Projecte Obert (integrado mayormente por miembros del PCPV, entre ellos Joan Ribó, y que apoyaba a Isaura Navarro y a Bloc-Iniciativa-Verds) y de la corriente Espai Alternatiu (que pasaron a formar parte de un nuevo partido, Izquierda Anticapitalista), nació una nueva corriente, Nacionalistes d'Esquerres d'EUPV, formada mayoritariamente por antiguos miembros del sector más izquierdista de la antigua EiP, que decidieron quedarse en EU. El principal ideólogo de Nacionalistes d'Esquerres d'EUPV es el escritor Víctor Mansanet, actual secretario de Cultura de EUPV. La corriente estaría activa hasta junio de 2011, cuando anunció su disolución. Por su parte, Espai Alternatiu ha continuado funcionando en la Comunidad Valenciana mayoritariamente dentro de EUPV, encabezada por el economista Manolo Colomer y el responsable de movimientos sociales de EUPV, Antonio Arnau.

### X Asamblea
El 8 de marzo de 2009 Marga Sanz, secretaria general del PCPV fue elegida coordinadora general de EUPV, con un apoyo del 90% de los votos del Consejo Nacional elegido en la X Asamblea de EUPV, sucediendo así a Glòria Marcos, la cual anunció que le cedería su escaño en las Cortes Valencianas en septiembre, como así ha ocurrido efectivamente, siendo en la actualidad Marga Sanz la portavoz del grupo de diputadas y diputado de EUPV en las Cortes Valencianas.

### Convocatòria Ciutadana pel País Valencià
El 20 de octubre de 2009 se presentó en Valencia la "Convocatòria Ciutadana pel País Valencià promovida por EUPV para aglutinar a movimientos sociales y sectores ciudadanos como concreción en la Comunidad Valenciana del proceso de Refundación de un movimiento político y social alternativo de izquierdas lanzado por Izquierda Unida (España) en el conjunto de España.
Entre esta fecha y marzo de 2010 se realizaron múltiples actos a lo largo de la Comunidad Valenciana, que culminaron en la Festa de la Convocatòria Ciutadana pel País Valencià realizada en 6 de marzo en Burjassot con la presencia de Cayo Lara, coordinador federal de Izquierda Unida.
En junio de 2011, el colectivo de Nacionalistes d'Esquerres de La Safor anunció su disolución y separación de Esquerra Unida alegando presiones desde la dirección regional, que se oponía a establecer coaliciones municipales preelectorales con otras fuerzas políticas. A pesar de ello, el líder de esta corriente, Víctor Mansanet, decidió continuar en la organización y sigue siendo concejal en Simat de la Valldigna (la Safor), donde representa EUPV y la agrupación libertaria Arco Iris desde 2007. Por su parte, el cabeza de lista en Gandia, Xavier López, se incorporó al partido La Unitat-Verds, que posteriormente se unió a Compromís.

### Acord Ciutadà: elecciones 2015
El Consell Polític Nacional de EUPV aprobó el 12 de julio de 2014 por 65 votos a favor, 17 en contra y 16 abstenciones el acuerdo que posibilitaba la celebración de unas primarias para escoger al candidato a la Presidencia de la Generalidad a través de un sistema abierto a toda la ciudadanía de izquierdas, así como también las listas electorales mediante un proceso abierto a toda la militancia, y el 13 de septiembre aprobó que estas se celebraran el 8 de noviembre. El primer militante, que se postuló a las primarias para ser el candidato de la formación para la presidencia a la Generalidad fue Ignacio Blanco, el cual no contaba con el apoyo de la dirección del PCPV, por lo que se tuvo que enfrentar a la coordinadora de EUPV y portavoz parlamentaria de la coalición, Marga Sanz. El 8 de noviembre salió vencedor de las primarias Ignacio Blanco, quién obtuvo un 53,14% de los votos, frente al 43,8% de su rival, Marga Sanz. Mientras que en las primarias para ser cabeza de lista en las provincias de Alicante y Castellón vencieron Esther López Barceló y Jesús Monleón respectivamente.
Tanto EUPV como Esquerra Republicana del País Valencià estaban en negociaciones para conformar listas conjuntas en varios municipios, momento en el cual Esquerra Unida propuso a los dirigentes de los republicanos hacer extensible el pacto a las listas para el parlamento autonómico, idea que fue muy bien recibida por estos.  Tras la propuesta inicial, ambos partidos acordaron que iban a consultar a las ejecutivas de sendos partidos y ver si aprobaban el comienzo de las negociaciones, así como el ampliar la invitación a Els Verds del País Valencià y a Alternativa Socialista del País Valencià. Pese a que la ejecutiva de ERPV sí estaba de acuerdo con la propuesta, en la reunión de la ejecutiva de EUPV se rechazó el ir a las elecciones a las Cortes Valencianas en coalición con los catalanistas republicanos. Finalmente y por sorpresa, el 29 de marzo el candidato a la Presidencia de la Generalidad por EUPV anunció en un comunicado que, tras haber consultado a sus bases, su formación concurriría a las elecciones autonómicas en la coalición Acord Ciutadà, la cual contaría también con Esquerra Republicana del País Valencià, Els Verds del País Valencià y Alternativa Socialista.

## Resultados electorales

### Elecciones a las Cortes Valencianas
| Elecciones | Candidato       | Votos        | % de votos | Escaños | +/-         | Gobierno                       | Notas |
| ---------- | --------------- | ------------ | ---------- | ------- | ----------- | ------------------------------ | --- |
| 1987       | Albert Taberner | 159.622 (#5) | 7,95       | 6/89    | Sin cambios | Oposición                      | En coalición con UPV.                                                                                              |
| 1991       | Albert Taberner | 151.242 (#4) | 7,53       | 6/89    | Sin cambios | Oposición                      | |
| 1995       | Albert Taberner | 273.030 (#3) | 11,53      | 10/89   | 4           | Oposición                      | En coalición con Els Verds.                                                                                        |
| 1999       | Joan Ribó       | 137.212 (#3) | 6,05       | 5/89    | 5           | Oposición                      | |
| 2003       | Joan Ribó       | 154.494 (#3) | 6,35       | 6/89    | 1           | Oposición                      | En la coalición Esquerra Unida-L'Entesa con Els Verds y Esquerra Valenciana.                                       |
| 2007       | Glòria Marcos   | 195.116 (#3) | 7,74       | 3/99    | 3           | Oposición                      | En la coalición Compromís pel País Valencià con BNV, Esquerra Ecologista-Verds, Els Verds e Izquierda Republicana. |
| 2011       | Marga Sanz      | 144.703 (#4) | 5,90       | 5/99    | 2           | Oposición                      | |
| 2015       | Ignacio Blanco  | 106.917 (#6) | 4,26       | 0/99    | 5           | Extraparlamentario             | En la coalición Acord Ciutadà con ERPV, Els Verds y Alternativa Socialista.                                        |
| 2019       | Rubén Martínez  | 215.392 (#6) | 7,98       | 2/99    | 2           | Coalición con PSOE y Compromís | En la coalición Unides Podem con Podemos.                                                                          |
| 2023       | Héctor Illueca  | 88.152 (#5)  | 3,57       | 0/99    | 2           | Extraparlamentario             | En la coalición Unides Podem con Podemos y Alianza Verde.                                                          |

### Elecciones generales
| Comicios  | # de votos   | % de votos | Diputados | +/-         | Observaciones                                            |
| --------- | ------------ | ---------- | --------- | ----------- | -------------------------------------------------------- |
| 1986      | 98.352 (#4)  | 4,70 %     | 0/31      |             |                                                          |
| 1989      | 192.201 (#3) | 9,07 %     | 2/31      | 2           |                                                          |
| 1993      | 256.929 (#3) | 10,53 %    | 3/31      | 1           |                                                          |
| 1996      | 286.582 (#3) | 11,08 %    | 3/32      | Sin cambios |                                                          |
| 2000      | 141.404 (#3) | 5,82 %     | 1/32      | 2           |                                                          |
| 2004      | 123.611 (#3) | 4,65 %     | 1/32      | Sin cambios |                                                          |
| 2008      | 74.405 (#3)  | 2,71 %     | 0/33      | 1           |                                                          |
| 2011      | 169.786 (#3) | 6,51 %     | 1/33      | 1           |                                                          |
| 2015      | 111.963 (#5) | 4,18 %     | 0/32      | 1           |                                                          |
| 2016      | 659.771 (#2) | 25,44 %    | 1/33      | 1           | En la coalición Compromís-Podemos-EUPV: A la Valenciana. |
| Abr.-2019 | 382.798 (#4) | 14,24 %    | 1/32      | Sin cambios | En la coalición Unidas Podemos.                          |
| Nov.-2019 | 339.596 (#4) | 13,39 %    | 1/32      | Sin cambios | En la coalición Unidas Podemos.                          |
| 2023      | 402.813 (#4) | 15,23 %    | 1/33      | Sin cambios | En la coalición Sumar.                                   |

### Elecciones municipales
| Fecha | Votos provincia Alicante | %     | Conce- jales | Votos provincia Castellón | %    | Conce- jales | Votos provincia Valencia | %     | Conce- jales | Votos total Comunidad Valenciana | %     | Conce- jales |
| ----- | ------------------------ | ----- | ------------ | ------------------------- | ---- | ------------ | ------------------------ | ----- | ------------ | -------------------------------- | ----- | ------------ |
| 1979  | 71.601                   | 14,18 | 135          | 18.652                    | 8,40 | 43           | 159.159                  | 15,96 | 329          | 249.412                          | 14,47 | 507          |
| 1983  | 39.935                   | 6,94  | 61           | 13.573                    | 5,67 | 24           | 105.788                  | 9,67  | 212          | 159.296                          | 8,34  | 297          |
| 1987  | 51.237                   | 8,36  | 79           | 14.520                    | 5,9  | 25           | 115.782                  | 10,24 | 237          | 181.539                          | 9,13  | 341          |
| 1991  | 45.176                   | 7,27  | 64           | 10.994                    | 4,46 | 17           | 95.981                   | 8,57  | 177          | 152.151                          | 7,66  | 258          |
| 1995  | 78.750                   | 10,59 | 89           | 19.284                    | 6,96 | 26           | 161.658                  | 12,28 | 208          | 259.692                          | 11,11 | 323          |
| 1999  | 47.317                   | 6,48  | 53           | 10.639                    | 4,04 | 12           | 81.726                   | 6,59  | 120          | 139.682                          | 6,25  | 185          |
| 2003  | 51.893                   | 6,52  | 53           | 11.266                    | 3,95 | 13           | 90.301                   | 6,8   | 109          | 153.460                          | 6,37  | 175          |
| 2007  | 30.335                   | 3,72  | 27           | 7.833                     | 2,74 | 5            | 65.215                   | 4,91  | 97           | 103.383                          | 4,25  | 129          |
| 2011  | 44.642                   | 5,36  | 48           | 12.810                    | 4,52 | 14           | 82.636                   | 6,19  | 100          | 140.088                          | 5,72  | 162          |
| 2015  | 75.494                   | 9,05  | 78           | 12.224                    | 4,15 | 19           | 78.825                   | 5,75  | 117          | 166.543                          | 6,66  | 214          |
| 2019  | 37.940                   | 5,70  | 60           | 9.777                     | 3,51 | 12           | 29.569                   | 2,34  | 98           | 77.286                           | 3,85  | 170          |

### Elecciones al Parlamento europeo
| Fecha | Votos provincia Alicante | %    | Votos provincia Castellón | %    | Votos provincia Valencia | %     | Votos total Comunidad Valenciana | %     |
| ----- | ------------------------ | ---- | ------------------------- | ---- | ------------------------ | ----- | -------------------------------- | ----- |
| 1987  | 30.596                   | 5,02 | 6.938                     | 3,42 | 62.192                   | 5,47  | 99.434                           | 4,99  |
| 1989  | 29.852                   | 5,85 | 6.938                     | 3,42 | 64.635                   | 6,57  | 101.425                          | 5,97  |
| 1994  | 86.417                   | 13,7 | 21.336                    | 9,19 | 170.246                  | 15,25 | 277.999                          | 14,05 |
| 1999  | 41.365                   | 5,68 | 10.251                    | 3,9  | 79.172                   | 6,37  | 130.788                          | 5,86  |
| 2004  | 15.296                   | 2,69 | 4.587                     | 2,22 | 38.370                   | 3,98  | 58.253                           | 3,35  |
| 2009  | 15.317                   | 2,49 | 4.382                     | 2,03 | 33.043                   | 3,2   | 52.742                           | 2,83  |
| 2014  | 53.141                   | 9,44 | 17.490                    | 8,66 | 109.852                  | 11,22 | 138.488                          | 7,94  |

## Curiosidades
El origen del nombre y del acrónimo data de 1979, año en el que, para concurrir a las elecciones municipales en la ciudad de Gandía, se creó una coalición en esta ciudad entre militantes del grupo trotskista Acción Comunista (AC) y del partido independentista Partit Socialista d'Alliberament Nacional dels Països Catalans (PSAN) junto con simpatizantes de ambos grupos, sindicalistas y activistas independientes de la ciudad. Con tal denominación fue registrada en el Ministerio del Interior esta coalición local, siendo su representante un militante de AC.
Posteriormente esta coalición pasaría a integrarse con tal nombre como miembro creador de Unitat del Poble Valencià (UPV), coalición que, a su vez, es el origen inmediato del actual Bloc Nacionalista Valencià (BLOC). En 1986 se crea Izquierda Unida, rescatando y haciendo suya la referida denominación de EUPV para su federación valenciana, la cual sería cedida posteriormente por el representante de la antigua EUPV ante el Ministerio del Interior, permitiendo así el registro del nombre por parte de la nueva coalición, en enero de 1992.